# Scopula crossophragma
Scopula crossophragma är en fjärilsart som beskrevs av Edward Meyrick 1886. Scopula crossophragma ingår i släktet Scopula och familjen mätare. Inga underarter finns listade.